# Raül Bobet
Raül Bobet i Almenara (Montoliu de Lleida, 30 de setembre de 1958) és un enginyer químic, enòleg i empresari català. És conegut per la seva contribució significativa al món de l'enologia i la viticultura a Catalunya i a escala internacional.

## Trajectòria
Bobet és enginyer químic per l'Institut Químic de Sarrià (IQS) de Barcelona, amb especialitat en Química Analítica. Va obtenir la seva llicenciatura en Química per la Universitat Ramon Llull de Barcelona el 1993. Posteriorment, va obtenir un Màster en Ciència dels Aliments per la Universitat de Califòrnia, Davis (USA), amb especialitat en enologia. També ha cursat Finances per a Directius a EADA, Barcelona, i ha obtingut un diploma de postgrau en Gestió Empresarial de la Universitat Pompeu Fabra. A més, és llicenciat en Enologia per la Universitat Rovira i Virgili (URV) de Tarragona i Doctor en Enologia per la mateixa universitat.
Raül Bobet ha desenvolupat una extensa carrera en recerca i desenvolupament (R+D) en el camp de l'enologia. Ha publicat diversos articles científics i ha presentat la seva recerca en conferències i congressos a nivell nacional i internacional. Alguns dels seus treballs més destacats inclouen l'estudi de la cinètica de interconversió de mercaptans en solucions model de vi, la selecció i caracterització molecular de llevats de vi aïllats de l'àrea del Penedès, i l'avaluació i quantificació de l'activitat antioxidant i absorbent amb implicacions en la indústria cosmètica i farmacèutica.
Raül Bobet ha treballat en diverses posicions de lideratge en l'indústria del vi. Va començar la seva carrera professional muntant un laboratori per a l'anàlisi de vinyes a Miguel Torres SA. Després va treballar en el tractament d'aigües residuals de vins sotmesos a llits de resines iòniques al Monterey Vineyards, San Joaquin Valley, Califòrnia, i al Departament de Recerca de Robert Mondavi Winery, Napa Valley, també a Califòrnia.
Des de 1988 fins al 2004, va ser director tècnic i de producció a Miguel Torres, SA. També ha estat professor associat a la Universitat Rovira i Virgili des de 1997 fins al 2008. Entre 2010 i 2012, va ser Director General (CEO) de Miguel Torres SA. El 2001 va fundar el Celler Castell d’Encús i Ferrer Bobet.

## Premis i reconeixements
Bobet ha rebut la Beca Wine Spectator el 1987. És membre de la Professional American Society for Enology and Viticulture (ASEV) des de 1990, del Comitè Assessor de CeRTA des de 1995, de l'Associació Catalana d'Enòlegs des de 1999, del Consell Editorial de la Revista ACE d'Enologia des de 2000, del Comitè d'Experts en Transferència de Tecnologia (CETT) de la Fundació URV des de 2000, del Grup de Treball de l'àrea del sector Alimentari (Pla Nacional de R+D), Oficina de Ciència i Tecnologia des de 1999, i de l'Acadèmia Catalana de Gastronomia i Nutrició des de 2019. També ha estat membre de diferents tribunals qualificadors per a Projectes de Fi de Grau (IQS).